# Lijst van gelijkluidende Nederlandstalige plaatsnamen
Een lijst van exact gelijke of gelijkluidende plaats- en gemeentenamen in gebieden waar het Nederlands een aanmerkelijke rol speelt of heeft gespeeld, met name Nederland, België (voornamelijk Vlaanderen), Aruba, Curaçao, Sint Maarten, Suriname, Zuid-Afrika en de Verenigde Staten van Amerika. In veel gevallen is er etymologische verwantschap. Dat wil zeggen dat de namen onafhankelijk van elkaar dezelfde betekenisoorsprong hebben, of dat de ene naam uit de andere is afgeleid. De basis van de lijst is echter niet etymologische, maar fonetische verwantschap. Onderscheid is (alfabetisch) naar provincie of staat aangegeven en verder zo veel mogelijk op het laagste bestuurlijk niveau waarop het verschil zich voordoet binnen een gebied.

## A
- Aadorp - Adorp
- Aalst (Buren) - Aalst (Oost-Vlaanderen) - Aalst (Belgisch-Limburg) - Aalst (Noord-Brabant) - Aalst (Zaltbommel) - Ter Aalst
- Aan de Berg (Montfort) - Aan de Bergen (Leudal) - Aan den Berg (Belfeld) - Aan den Berg (Heythuysen) - Aan den Berg (Drenthe)
- Achthoven (Leiderdorp) - Achthoven (Montfoort) - Achthoven (Vijfheerenlanden)
- Achttienhoven (Utrecht) - Achttienhoven (Zuid-Holland)
- Afferden (Limburg) - Afferden (Gelderland)
- Alkmaar (Nederland) - Alkmaar (Suriname)
- Alphen (Gelderland) - Alphen (Noord-Brabant) - Alphen aan den Rijn
- Alteveer (Stadskanaal) - Alteveer (Noordenveld) - Alteveer (De Wolden)
- Amersfoort (Utrecht) - Amersfoort (Zuid-Afrika) - Nieuw-Amersfoort
- Amsterdam (Californië) - Amsterdam (Canada) - Amsterdam (Georgia) - Amsterdam (Idaho) - Amsterdam (Missouri) - Amsterdam (Montana) - Amsterdam (New Jersey) - Amsterdam (stad in New York) - Amsterdam (dorp in New York) - Amsterdam (Noord-Holland) - Amsterdam (Ohio) - Amsterdam (Pennsylvania) - Amsterdam (Virginia) - Amsterdam (Zuid-Afrika)
- Antwerpen (België) - Antwerp (Michigan) - Antwerp (New York) - Antwerp (Ohio) - Antwerp (Victoria) - Antwerpen (Vrijstaat) (Zuid-Afrika)
- Assen (Drenthe) - Assen (Zuid-Afrika)

## B
- Baarlo (Limburg) - Baarlo (Steenwijkerland) - Baarlo (Zwartewaterland)
- Balen (Antwerpen) - Balen (Luik)
- Barneveld (Gelderland) - Barneveld (New York) - Barneveld (Wisconsin)
- Beek (Belgisch-Limburg) - Beek (Nederlands-Limburg) - Beek (Berg en Dal) - Beek (Montferland) - Beek (Laarbeek) - Beek (Venray)
- Beers (Noord-Brabant) - Bears/Beers (Friesland)
- Beets (Friesland) - Beets (Noord-Holland)
- Berg (Boxtel) - Berg (Cranendonck) - Berg (Maasdonk) - Berg (Margraten) - Berg (Meijel) - Berg (Schijndel) - Berg (Tessenderlo) - Berg (Tongeren) - Berg (Vaals) - Berg (Valkenburg aan de Geul) - Berg (Vlaams-Brabant) - Berg aan de Maas
- De Berg (Belgisch-Limburg) - De Berg (Noord-Brabant) - De Berg (Overijssel)
- Berg en Dal (Gelderland) - Berg en Dal (Suriname)
- Bergen (België) - Bergen (Nederlands-Limburg) - Bergen (Noord-Holland)
- Bergen op Zoom (Noord-Brabant) - Bergen op Zoom (Suriname)
- Berchem (Antwerpen) - Berghem (Noord-Brabant) - Berghem (Limburg)
- Berghuizen (Heerde) - Berghuizen (West Maas en Waal) - Berghuizen (De Wolden)
- Beringen (Belgisch-Limburg) - Beringen (Vlaams-Brabant)
- Berlicum (Noord-Brabant) - Berlikum (Friesland)
- Bever (Vlaams-Brabant) - Bever (Strombeek-Bever)
- Beveren (Alveringem) - Beveren (Oost-Vlaanderen) - Beveren (Roeselare) - Beveren (Waregem)
- Beuningen (Gelderland) - Beuningen (Overijssel)
- Bocholt (Belgisch-Limburg) - Bocholtz (Nederlands-Limburg)
- Boechout (Antwerpen) - Boechout (Wemmel) - Boekhout (Limburg) - Boekhoute (Oost-Vlaanderen)
- Boekel (Noord-Brabant) - Boekel (Noord-Holland)
- Boekelo (Enschede) - Boekelo (Haaksbergen)
- Borculo (Gelderland) - Borculo (Michigan)
- Boskamp (Olst-Wijhe) - Boskamp (Suriname)
- Boskant (Gelderland) - Boskant (Noord-Brabant)
- Bovenkerk (Noord-Holland) - Bovenkerk (Zuid-Holland)
- Braak (Noord-Brabant) - Braak (Suriname)
- Brakel (België) - Brakel (Zaltbommel) - Brakel (Goirle) - Brakel (Wageningen) - Brakel (Montferland)
- Breda - Breda (Iowa)
- Brielle (Nederland) - Brielle (Verenigde Staten)
- Bronsbergen (Zutphen) - Bronsbergen  (Lochem)
- Brussel (België) - Brussels (Canada) - Brussels (Illinois) - Brussels (Wisconsin)
- Buitenpost (Nederland) - Buitepos (Namibië)
- Bunde (Limburg) - Bunde (Duitsland)
- Buren (Friesland) - Buren (Gelderland)

## C
- Capelle aan den IJssel - Capelle (Noord-Brabant) - Kapelle (Zeeland) - Kapellen (Antwerpen) - Kapellen (Glabbeek) - Kapelle (Frankrijk)
- Creil (Flevoland) - Kreil (Noord-Holland)

## D
- Delden (Overijssel) - Delden (Gelderland)
- Delft (Zuid-Holland) - Delft (Minnesota) - Delft (Zuid-Afrika)
- Den Ham (Bellingwedde) - Den Ham (Overijssel) - Den Ham (Zuidhorn)
- Deurne (Antwerpen) - Deurne (Noord-Brabant) - Deurne (Vlaams-Brabant) - Deurne (Waals-Brabant)
- Deventer (Missouri) - Deventer (Overijssel)
- De Witt (Arkansas) - Dewitt (Californië) - De Witt (Iowa) - De Witt (Illinois) - De Witt (Michigan) - De Witt (Missouri) - De Witt (Nebraska) - DeWitt (New York) - DeWitt (Virginia) - Dewitt (West Virginia)
- Domburg (Suriname) - Domburg (Zeeland)
- Dordrecht (Suriname) - Dordrecht (Zuid-Afrika) (2x) - Dordrecht (Zuid-Holland)
- Driehuis (Noord-Brabant) - Driehuis (Noord-Holland)
- Driehuizen (Limburg) - Driehuizen (Schermer) - Driehuizen (Texel)
- Driewegen (Biervliet) - Driewegen (Borsele)

## E
- Echten (Drenthe) - Echten (Friesland)
- Ede (Gelderland) - Eede (Zeeland)
- Eerde (Noord-Brabant) - Eerde (Overijssel)
- Egypte (Achtkarspelen) - Egypte (Bladel) - Egypte (Ooststellingwerf) - Egypte (Tegelen) - Egypte (Veendam)
- Eikelenbosch (Nederlands-Limburg) - Eikelenbosch (Noord-Brabant)
- Eisden (Belgisch-Limburg) - Eijsden (Nederlands-Limburg)
- Elsloo (Friesland) - Elsloo (Limburg)
- Elst (Gelderland) - Elst (Utrecht) - Elst (Oost-Vlaanderen)
- Emmen (Drenthe) - Emmen (Overijssel)
- Epe (Gelderland) - Epen (Limburg)
- Ermelo (Gelderland) - Ermelo (Zuid-Afrika)
- Essen (Antwerpen) - Essen (Gelderland) - Essen (Groningen)
- Etten (Gelderland) - Etten (Noord-Brabant)
- Eursinge (De Wolden) - Eursinge (Midden-Drenthe) - Eursinge (Westerveld)

## F
- Frankrijk (Friesland) - Frankrijk (Gelderland)

## G
- Geer (België) - Geer (De Ronde Venen) - Geer (Vijfheerenlanden)
- Geertruydenburg (Guyana) - Geertruidenberg (Nederland) - Geertruidenberg (Suriname)
- Geesteren (Gelderland) - Geesteren (Overijssel)
- Gendt (Gelderland) - Gent (Oost-Vlaanderen) - Ghent (Kentucky) - Ghent (Minnesota) - Ghent (New York)  - Ghent (Ohio) - Ghent (West Virginia)
- Goor (Antwerpen) - Goor (Overijssel)
- Gouda (Zuid-Holland) - Gouda (West-Kaap) (tweemaal)
- Grijpskerk (Groningen) - Grijpskerke (Zeeland)
- Groenendaal (Brussel) - Groenendaal (Gelderland)
- Groesbeck (Ohio) - Groesbeck (Texas) - Groesbeek (Gelderland) - Groesbeek (Zuid-Afrika)
- Groningen (Groningen) - Groningen (Minnesota) - Groningen (Suriname)
- Grootfontein (Otjozondjupa) - Grootfontein (Hardap)

## H
- Haaren (Noord-Brabant) - Haren (Noord-Brabant) - Haren (Groningen) - Haren (Ems)
- Haarle (Hellendoorn) - Haarle (Tubbergen)
- Haarlem (Noord-Holland) - Haarlem (Oost-Kaap) - Haarlem (Suriname) - Haarlem (West-Kaap) - Harlem (Florida) - Harlem (Georgia) - Harlem (Montana) - Harlem (New York)
- Haelen (Nederland) - Halen (België)
- Halfweg (Beemster) - Halfweg (Emmen) - Halfweg (Haarlemmermeer) - Halfweg (Kollumerland en Nieuwkruisland) - Halfweg (Lisse) - Halfweg (Staphorst) - Halfweg (Terschelling) - Halfweg (Tynaarlo)
- Halle (Antwerpen) - Halle (Gelderland) - Halle (Vlaams-Brabant) - Halle (Duitsland)
- Hardenberg (Groningen) - Hardenberg (Overijssel)
- Harlingen (Friesland) - Harlingen (Texas)
- Hasselt (Belgisch-Limburg) - Hasselt (Nederlands-Limburg) - Hasselt (Overijssel)
- Heerle (Noord-Brabant) - Heerlen (Nederlands-Limburg)
- Heeswijk (Noord-Brabant) - Heeswijk (Utrecht)
- Heikant (Alphen-Chaam) - Heikant (Baarle) - Heikant (Berkel-Enschot) - Heikant (Berlaar) - Heikant (Bladel) - Heikant (Cranendonck) - Heikant (Hilvarenbeek) - Heikant (Laarbeek) - Heikant (Mook en Middelaar) - Heikant (Oisterwijk) - Heikant (Overloon) - Heikant (Reusel-De Mierden) - Heikant (Rotselaar) - Heikant (Sambeek) - Heikant (Someren) - Heikant (Tilburg-West) - Heikant (Ulicoten) - Heikant (Waalre) - Heikant (Zandhoven) - Heikant (Zeeland) - Heikant (Zele)
- Hengelo (Gelderland) - Hengelo (Overijssel)
- Herzele (België) - Herzele (Frankrijk)
- Heukelom (Bergen) - Heukelom (Oisterwijk) - Heukelom (Riemst) - Heukelum (Gelderland)
- Heurne (Aalten) - De Heurne (Aalten) - Heurne (Berkelland & Bronckhorst) - Heurne (Oost-Vlaanderen)
- Heusden (Asten) - Heusden (gem. Heusden) - Heusden (Kerkom-bij-Sint-Truiden) - Heusden (Oost-Vlaanderen) - Heusden (Heusden-Zolder) - Hesdin (Frankrijk)
- Heuvel (Bladel) - Heuvel (Meierijstad) - Heuvel (Valkenswaard) - Heuvel (Waalre)
- Hillegem (België) - Hillegom (Nederland)
- Hoboken (Antwerpen) - Hoboken (Georgia) - Hoboken (New Jersey)
- Hoek (Bergeijk) - Hoek (Friesland) - Hoek (Gelderland) - Hoek (Nederlands-Limburg) - Hoek (Veghel) - Hoek (Zeeland) - Hoek van Holland
- De Hoek (Gelderland) - De Hoek (Gilze en Rijen) - De Hoek (Noord-Holland) - De Hoek (Reusel-De Mierden) - Den Hoek (Sint Anthonis) - De Hoek (Sint Michielsgestel) - De Hoek (Spijkenisse) - De Hoek (Valkenswaard) - De Hoek (Veghel) - De Hoek (Vlaams-Brabant)
- Hofstade (Oost-Vlaanderen) - Hofstade (Vlaams-Brabant)
- Holland (Arkansas) - Holland (Florida) - Holland (Georgia) - Holland (Illinois) - Holland (Indiana) - Holland (Iowa) - Holland (Kansas) - Holland (Kentucky) - Holland (Manitoba) - Holland (Massachusetts) - Holland (Michigan) (viermaal) - Holland (Minnesota) - Holland (Missouri) - Holland (New Jersey) - Holland (New York) - Holland (North Carolina) - Holland (Ohio) - Holland (Oregon) - Holland (Pennsylvania) - Holland (Texas) - Holland (Vermont) - Holland (Wisconsin) (driemaal)
- Holthuizen (Gelderland) - Holthuizen (Overijssel)
- Hoogeveen (Drenthe) - Hoogeveen (Zuid-Holland) - Hogeveen (Zuid-Holland)
- Hoogland (Nederland) - Hoogland (Zuid-Afrika)
- Hoorn (Friesland) - Hoorn (Gelderland) - Hoorn (Groningen) - Hoorn (Guyana) - Hoorn (Noord-Holland) - Hoorn (Zuid-Holland)
- Den Hoorn (Noord-Holland) - Den Hoorn (West-Vlaanderen) - Den Hoorn (Zuid-Holland)
- Horst (Limburg) - Horst (Gelderland)
- Houtem (Vlaams-Brabant) - Houtem (West-Vlaanderen) - Houten (Nederland) - Houthem (Henegouwen) - Houthem (Nederland)
- Huis ter Heide (Noordenveld) - Huis ter Heide (Tietjerksteradeel) - Huis ter Heide (Zeist) -  Huisterheide (De Friese Meren)
- Hulst (Belgisch-Limburg) - Hulst (Zeeuws-Vlaanderen)

## I
- Itterbeek (Vlaams-Brabant) - Itterbeek (Antwerpen) -  Itterbeck (Duitsland)

## J
- Johannesburg (Zuid-Afrika) - Johannesburg (Californië) - Johannesburg (Michigan)
- Julianadorp (Noord-Holland) - Julianadorp (Curaçao)

## K
- Kamerik - Kamerijk
- Kapelle(n) zie: Capelle
- Katwijk (Noord-Brabant) - Katwijk (Zuid-Holland)
- Kerkhove (West-Vlaanderen) - Kerkhoven (Belgisch-Limburg) - Kerkhoven (Minnesota)
- Kessel (Antwerpen) - Kessel (Limburg) - Kessel (Noord-Brabant)
- De Klinge (Belgisch - Oost-Vlaanderen) - Clinge (Zeeuws-Vlaanderen)
- Kortrijk (België) - Kortrijk (Nederland)
- Koudekerke-Dorp (Coudekerque, Frankrijk) - Nieuw-Koudekerke (Coudekerque-Branche, Frankrijk) - Koudekerke (Schouwen-Duiveland) - Koudekerke (Walcheren) - Koudekerk aan den Rijn
- Kreil zie: Creil

## L
- Laar (Cranendonck) - Laar (Haaren) - Laar (Landen) - Laar (Nuenen, Gerwen en Nederwetten) - Laar (Nuth) - Laar (Sint-Michielsgestel) - Laar (Weert) - Laar (Zemst) - Laar (Grafschaft Bentheim)
- Langerak (Drenthe) - Langerak (Gelderland) - Langerak (Utrecht) - Langerak (Zuid-Holland)
- Laren (Belgisch-Limburg) - Laren (Gelderland) - Laren (Noord-Holland)
- Leiden - Leyden (Massachusetts) - Leyden (New York) - Leyden (Wisconsin) - Leyden Township (Illinois)
- Leur (Gelderland) - Leur (Noord-Brabant)
- Leuven (België) - Leuven (Nederland)
- Lienden (Buren) - Lienden (Wijchen)
- Lillo (Antwerpen) - Lillo (Limburg)
- Linde (Bronckhorst) - Linde (Deventer) - Linde (Frankrijk) - Linde (Peer) - Linde (Twenterand) - Linde (De Wolden)
- Loenen (Utrecht) - Loenen (Gelderland)
- Loo (Bergeijk) - Loo (Bernheze) - Loo (Berkelland) - Loo (Deventer) - Loo (Duiven) - Loo (Helden) - Loo (Lingewaard) - Lo (West-Vlaanderen) - Lo (Kessel-Lo) - Lo (Machelen) - Loo (Uden) - De Loo (Coevorden) - De Loo (Mierlo) - Het Loo (Apeldoorn) - Het Loo (Weerselo) - Het Loo (Wierden) - 't Lo (Belgisch-Limburg)
- Loon (Frankrijk) - Loon (Drenthe) - Loon (Waalre) - Loon op Zand
- Loppersum (Groningen) - Loppersum (Oost-Friesland)
- Losdorp (Groningen) - Loosdorp (Zuid-Holland)

## M
- Machelen (Oost-Vlaanderen) - Machelen (Vlaams-Brabant)
- Marken (Noord-Holland) - Marken (Zuid-Afrika)
- Mechelen (Antwerpen) - Megchelen (Gelderland) - Mechelen (Nederlands-Limburg)
- Meerle (België) - Meerlo (Nederland)
- Meldert (Oost-Vlaanderen) (Aalst) - Meldert (Vlaams-Brabant) (Hoegaarden) - Meldert (Limburg) (Lummen)
- Meteren (Nederland) - Meteren (Frankrijk)
- Middelburg (België) - Middelburg (Oost-Kaap) - Middelburg (Oost-Transvaal) - Middelburg (Vrijstaat) - Middelburg (Zeeland) - Middelburg (Zuid-Holland) - Middleburg (Pennsylvania)
- Moerbeke (Frankrijk) - Moerbeke (Geraardsbergen) - Moerbeke (Waasland)
- Molenhoek (Deerlijk) - Molenhoek (Druten) - Molenhoek (Echt)  - Molenhoek ('s-Hertogenbosch) - Molenhoek (Heumen) - Molenhoek (Mook en Middelaar, Heumen) - Molenhoek (Ossenisse) - Molenhoek (Steenwijkerland) - Molenhoek (Terhole) - Molenhoek (Terneuzen)
- Mossel (Bronckhorst) - Mossel (Ede)

## N
- Nederland (Overijssel) - Nederland (Colorado) - Nederland (Texas)
- Nes (Ameland) - Nes (Boornsterhem) - Nes (Dongeradeel) - Nes (Schagen) - De Nes (Texel) - Nes aan de Amstel (Noord-Holland)
- New Amsterdam (Guyana) - New Amsterdam (Indiana) - Nieuw-Amsterdam (Drenthe) - Nieuw-Amsterdam (Suriname)
- Niekerk (Grootegast) - Niekerk (De Marne)
- Nietap (Noordenveld) - Nijentap (Meppel) - Nijtap (Friesland)
- Nieuwdorp (Limburg) - Nieuwdorp (Zeeland) - Nieuwe Niedorp (Noord-Holland) - Oude Niedorp (Noord-Holland)
- Nieuwland (Friesland) - Nieuwland (Zeeland)
- Nieuwpoort (Curaçao) - Nieuwpoort (Alkmaar) - Nieuwpoort (West-Vlaanderen) - Nieuwpoort (Zuid-Holland)
- Nieuwerkerk (Zeeland) - Nieuwerkerk aan den IJssel - Nieuwerkerke (Zeeland) - Nieuwerkerken (Limburg) - Nieuwerkerken (Oost-Vlaanderen) - Nieuwkerke (Heuvelland, West-Vlaanderen) - Nieuwkerken-Waas (Oost-Vlaanderen)
- Nijkerk (Friesland), te  onderscheiden in Westernijkerk en Oosternijkerk - Nijkerk (Gelderland)
- Nooitgedacht (Drenthe) - Nooitgedacht (Groningen) - Nooitgedacht (Namibië)
- Noordeinde (Alkmaar) - Noordeinde (Nieuwkoop) - Noordeinde (Oldebroek) - Noordeinde (Assendelft) - Noordeinde (Goes) - Noordeinde (Lansingerland) - Noordeinde (Oostzaan) - Noordeinde (Stichtse Vecht) - Noordeinde (Waddinxveen)
- Noordeloos (Michigan) - Noordeloos (Zuid-Holland)
- Noordwijk (Groningen) - Noordwijk (Zuid-Holland)
- Noordwolde (Groningen) - Noordwolde (Friesland)

## O
- Oensel (Gelderland) - Oensel (Limburg)
- Oijen (Noord-Brabant) - Oijen (Kessel) - Ooijen (Horst aan de Maas)
- Oldersum (Ten Post) - Oldersum (Moormerland)
- Onverwacht (Suriname) - Onverwag (Namibië) - Onverwagt (Guyana)
- Oostburg (Wisconsin) - Oostburg (Zeeland)
- Oosterend (Littenseradeel) - Oosterend (Terschelling) - Oosterend (Texel)
- Oosterhout (Noord-Brabant) - Oosterhout (Gelderland)
- Oosterland (Noord-Holland) - Oosterland (Zeeland)
- Oosterwijk (Gelderland) - Oisterwijk (Noord-Brabant) - Oosterwijk (Utrecht) - Oosterwijk (België)
- Oosterwolde (Friesland) - Oosterwolde (Gelderland)
- Oostdorp (Noord-Holland) - Oostdorp (Zuid-Holland) - Oostendorp (Gelderland)
- Oosthuizen (Nederland) - Oosthuizen (Zuid-Afrika)
- Oostkapelle (Zeeland) - Oostkappel (Frans-Vlaanderen)
- Oostkerke (Diksmuide) - Oostkerke (Damme)
- Oostrum (Limburg) - Oostrum (Friesland)
- Oostwold (Oldambt) - Oostwold (Leek)
- Ooij (Neder-Betuwe) - Ooij (Ubbergen) - Ooij (Zevenaar)
- Oranjestad (Aruba) - Oranjestad (Sint-Eustatius)
- Ouddorp (Zuid-Holland) - Oudorp (Noord-Holland) - Ouwendorp (Utrecht)
- Oude Kerk (Limburg), Oude Kerk (Oost-Vlaanderen) - Ouderkerk aan de Amstel - Ouderkerk aan den IJssel - Oudkerk (Friesland) - Ouwerkerk (Zeeland)
- Oudega (Smallingerland, Friesland) - Oudega (De Friese Meren, Friesland) - Oudega (Súdwest-Fryslân, Friesland)
- Oudemolen (Drenthe) - Oudemolen (Noord-Brabant) - Oude Molen (Overijssel) - Oude Molen (Zuid-Holland)

## P
- Paal (België) - Paal (Nederland)
- Putte (gemeente in Antwerpen) - Putte (Noord-Brabant/Antwerpen) - Putten (Gelderland)

## R
- Ramskapelle (Nieuwpoort) - Ramskapelle (Knokke-Heist)
- Rensselaer (Indiana) - Rensselaer (Missouri) - Rensselaer (New York)
- Rijswijk (Noord-Brabant) - Rijswijk (Zuid-Holland) - Rijswijk (Gelderland)
- Roosendaal (Noord-Brabant) - Rosendal (Noordwest) (tweemaal) - Rosendal (Oost-Kaap) - Rosendal (Vrijstaat) (tweemaal) - Rosendal (West-Kaap) - Rozendaal (Gelderland) - Roosendaal (Curaçao)
- Rossum (Gelderland) - Rossum (Overijssel)
- Rotterdam (Namibië) - Rotterdam (Nederland) - Rotterdam (Albrandswaard) - Rotterdam (Verenigde Staten) - Rotterdam (Zuid-Afrika)
- Rottum (Friesland) - Rottum (Groningen)
- Rozenburg (Noord-Holland) - Rozenburg (Zuid-Holland)
- Ruisbroek (Antwerpen) - Ruisbroek (Vlaams-Brabant)
- Rucphen - Rukven (Bernheze)
- Rustenburg (Guyana) - Rustenburg (Nederland) - Rustenburg (Zuid-Afrika)

## S
- Schalkwijk (Utrecht) - Schalkwijk (Haarlem)
- Scharwoude (Noord-Holland) - Noord-Scharwoude (Noord-Holland) - Zuid-Scharwoude (Noord-Holland)
- Scherpenzeel (Friesland) - Scherpenzeel (Gelderland)
- Schuddebeurs (Hulst) - Schuddebeurs (Schouwen-Duiveland)
- Schuyler (Nebraska) - Schuyler (New York) - Schuyler (Virginia)
- Serooskerke (Schouwen-Duiveland) - Serooskerke (Veere)
- Sinderen (Gelderland) - Zenderen (Overijssel)
- Sint-Andries (Brugge) - Sint Andries (Gelderland)
- Sint-Joris (Beernem) - Sint-Joris (Frankrijk) - Sint-Joris (Limburg) - Sint-Joris (Nieuwpoort)
- Sint-Pieters-Kapelle (Vlaams-Brabant) - Sint-Pieters-Kapelle (West-Vlaanderen)
- Sint Anthonis (Noord-Brabant) - Sint-Antonius (Zoersel)
- Sint Kruis (Curaçao) - Sint-Kruis (West-Vlaanderen) - Sint Kruis (Zeeland)
- Sint Nicolaas (Aruba) - Sint Nicolaas (Curaçao)
- Sint Willibrordus (Curaçao) - St. Willebrord (Noord-Brabant)
- Sittard: zie Z
- Sloten (Friesland) - Sloten (Noord-Holland)
- Sluis (Zeeland) - Sluis (Vijfheerenlanden)
- Snyder (Colorado) - Snyder (Missouri) - Snyder (Nebraska) - Snyder (New York) - Snyder (Oklahoma) - Snyder (Texas)
- Soesdyke (Guyana) - Soestdijk (Nederland)
- Spijk (Groningen) - Spijk (Noord-Brabant) - Spijk (West Betuwe) - Spijk (Zevenaar)
- Steenbergen (Noord-Brabant) - Steenbergen (Noordenveld) - Steenbergen (De Wolden)
- Steenenkamer (Putten) - Steenenkamer (Voorst)
- Stein (Limburg) - Stein (Zuid-Holland)
- Stokhem (Nederlands-Limburg) - Stokkem (Belgisch-Limburg) - Stokkum (Gelderland) - Stokkum (Overijssel)
- Stroe (Gelderland) - Stroe (Noord-Holland)
- Stroodorp(e) (Zeeland) - Strooiendorp (Noord-Brabant) - Strooiendorp (Overijssel)

## T
- Ter Borg (Groningen) - Terborg (Gelderland)
- Terheijden (Noord-Brabant) - Ter Heijde (Zuid-Holland)
- Tienen (België) - Tienen (Frankrijk)
- Tienhoven (Stichtse Vecht) - Tienhoven (Texel) - Tienhoven (Everdingen) - Tienhoven aan de Lek
- Tollembeek (België) - Tollebeek (Nederland)
- Tongeren (Belgisch-Limburg) - (Landgoed) Tongeren (Gelderland) - Tongeren (Overijssel)
- Tongerlo (Antwerpen) - Tongerlo (Belgisch Limburg) - Tongerlo (Maasbree) - Tongerlo (Sevenum)

## U
- Urk (Nederland) - Urk (Zuid-Afrika)
- Utrecht (Suriname) - Utrecht (Utrecht) - Utrecht (Zuid-Afrika)

## V
- Valkenburg (Limburg) - Valkenburg (Zuid-Holland)
- Van Buren (Arkansas) - Van Buren (Indiana) - Van Buren (Maine) - Van Buren (Missouri) - Van Buren (New York) - Van Buren (Ohio)
- Van Horn (Texas) - Van Horn (Washington) - Van Horne (Iowa)
- Veenhuizen (Coevorden) - Veenhuizen (Finsterwolde) - Veenhuizen (Heerhugowaard) - Veenhuizen (Noordenveld) - Veenhuizen (Stadskanaal)
- Veldhuizen (Ede) - Veldhuizen (Harenkarspel) - Veldhuizen (De Meern) - Veldhuizen (Niedorp) - Veldhuizen (Rotterdam) - Veldhuizen (Utrecht) - Veldhuizen (Westerveld) - Veldhuizen (Wonseradeel) - Veldhuizen (Zevenaar)
- Velp (Gelderland) - Velp (Noord-Brabant)
- Veulen (Venray) - Veulen (Heers)
- Viane (Oost-Vlaanderen) - Vianen (Noord-Brabant) - Vianen (Utrecht) - Vianen (Zuid-Afrika)
- Vijfhuizen (Achtkarspelen) - Vijfhuizen (België) - Vijfhuizen (Goirle) - Vijfhuizen (Haarlemmermeer) - Vijfhuizen (Hallum) - Vijfhuizen (Oosterhout) - Vijfhuizen (Opsterland) - Vijfhuizen (Tilburg) - Vijfhuizen (Utrecht) - Vijfhuizen (Zuid-Schalkwijk) - De Vijfhuizen
- Vledderveen (Westerveld) - Vledderveen (Stadskanaal)
- Vlieland (Friesland) - Vlieland (Zuid-Afrika)
- Vlissengen (Guyana) - Vlissingen (Zeeland) - Vlissingen (Namibië) - Nieuw Vlissingen (op voormalig Nieuw Walcheren, nu Tobago)
- Voorst (Ambt Montfort) - Voorst (Voorst) - Voorst (Oude IJsselstreek) - De Voorst (Brederwiede) - De Voorst (Noordoostpolder)

## W
- Wageningen (Gelderland) - Wageningen (Suriname)
- Waterloo (Alabama) - Waterloo (Canada) - Waterloo (Guyana) - Waterloo (Illinois) - Waterloo (Indiana) - Waterloo (Iowa) - Waterloo (Nebraska) - Waterloo (New York) - Waterloo (Oregon) - Waterloo (Sierra Leone) - Waterloo (South Carolina) - Waterloo (Suriname) - Waterloo (Waals-Brabant) - Waterloo (West-Australië) - Waterloo (Wisconsin)
- Watervliet (Michigan) - Watervliet (New York) - Watervliet (Oost-Vlaanderen) - Watervliet (Suriname)
- Weert (stad) - Weert (Meerssen) - Weert (België)
- Well (Limburg) - Well (Gelderland)
- Welsum (Dalfsen) - Welsum (Olst-Wijhe)
- Westdorp (Drenthe) - Westdorpe (Zld) - Westendorp (Epe) - Westendorp (Oude IJsselstreek)
- Westkapelle (Nederland) - Westkapelle (West-Vlaanderen) - Westkappel (Frankrijk)
- de Wijk (Drenthe) - De Wijk (Gelderland) - De Wijk (Groningen)
- Willemstad (Friesland) - Willemstad (Noord-Brabant) - Willemstad (Curaçao)
- Wilp (Gelderland) - De Wilp (Groningen)
- Wilsum (Nederland) - Wilsum (Duitsland)
- Winsum (Friesland) - Winsum (Groningen)
- Wirdum (Friesland) - Wirdum (Groningen) - Wirdum (Nedersaksen)
- Wissekerke (Goes) - Wissenkerke (Noord-Beveland)

## Y/IJ
- IJsselstein (Utrecht) - Ysselsteyn (Limburg)

## Z
- 't Zand (Alphen-Chaam) - 't Zand (Altena) - 't Zand (Boxmeer) - Het Zand (Drimmelen) - 't Zand (Hattem) - Het Zand (Lingewaard) - 't Zandt (Loppersum) - 't Zand (Schagen) - Het Zand (Terneuzen) - 't Zand (West-Vlaanderen)
- Zandvoorde (Oostende) - Zandvoorde (Zonnebeke)
- Zandvoort (Gelderland) - Zandvoort (Noord-Holland)
- Zeeland (Michigan) - Zeeland (Noord-Brabant) - Zeeland (North Dakota)
- Zenderen: zie Sinderen
- Zevenhuizen (Belgisch-Limburg) - Zevenhuizen (Bunschoten-Spakenburg) - Zevenhuizen (Eemsmond) - Zevenhuizen (Franekeradeel) - Zevenhuizen (Heerewaarden) - Zevenhuizen (Heeze-Leende) - Zevenhuizen (Heiloo) - Zevenhuizen (Kaag en Braassem) - Zevenhuizen (Kollumerland en Nieuwkruisland) - Zevenhuizen (Leek) - Zevenhuizen (Moerdijk) - Zevenhuizen (Texel) - Zevenhuizen (Tietjerksteradeel) - Zevenhuizen (Werkendam) - Zevenhuizen (Zuidplas)
- Zijpe (Noord-Holland) - Zijpe (Zeeland)
- Sittard (Nederlands-Limburg) - Zijtaart (Noord-Brabant) - Zittaart (Antwerpen) - Zittard (Noord-Brabant) - Zittert-Lummen (Waals-Brabant)
- Zuidbroek (Midden-Groningen) - Zuidbroek (Zuid-Holland)
- Zuidwolde (Drenthe) - Zuidwolde (Groningen)
- Zutphen (Gelderland) - Zutphen (Michigan)
- Zwijndrecht (Antwerpen) - Zwijndrecht (Zuid-Holland)
- Zwolle (Gelderland) - Zwolle (Louisiana) - Zwolle (Overijssel)